# Lijst van Britse ministers voor Koloniale Zaken

## Ministers voor Koloniale Zaken van het Verenigd Koninkrijk (1854–1966)
| Minister voor Koloniale Zaken Secretary of State for the Colonies | Minister voor Koloniale Zaken Secretary of State for the Colonies | Minister voor Koloniale Zaken Secretary of State for the Colonies      | Ambtstermijn                  | Ambtstermijn      | Partij                 | Premier                              | Kabinet                             | Overige functie(s)                           |
| ----------------------------------------------------------------- | ----------------------------------------------------------------- | ---------------------------------------------------------------------- | ----------------------------- | ----------------- | ---------------------- | ------------------------------------ | ----------------------------------- | -------------------------------------------- |
|                                                                   | George Grey                                                       | Sir George Grey (1799–1882)                                            | 12 juni 1854                  | 6 februari 1855   | Whig Party             | George Hamilton -Gordon (1852–1855)  | Hamilton-Gordon                     |                                              |
|                                                                   | Sidney Herbert                                                    | Baron Herbert van Lea Sidney Herbert (1810–1861)                       | 6 februari 1855               | 22 februari 1855  | Whig Party             | Henry John Temple (1855–1858)        | Temple I                            |                                              |
|                                                                   | John Russell                                                      | Graaf Russell John Russell (1792–1878)                                 | 22 februari 1855              | 20 juli 1855      | Whig Party             | Henry John Temple (1855–1858)        | Temple I                            |                                              |
|                                                                   | William Molesworth                                                | Sir William Molesworth (1810–1855)                                     | 20 juli 1855                  | 22 oktober 1855   | Whig Party             | Henry John Temple (1855–1858)        | Temple I                            |                                              |
| Vacant                                                            |                                                                   |                                                                        |                               |                   |                        | Henry John Temple (1855–1858)        | Temple I                            |                                              |
|                                                                   | Henry Labouchere                                                  | Henry Labouchere (1798–1869)                                           | 20 november 1855              | 20 februari 1858  | Whig Party             | Henry John Temple (1855–1858)        | Temple I                            |                                              |
|                                                                   | Edward Stanley                                                    | Heer Stanley Edward Stanley (1823–1893)                                | 20 februari 1858              | 5 juni 1858       | Conservative Party     | Edward Smith-Stanley (1858–1859)     | Smith-Stanley II                    |                                              |
|                                                                   | Edward Bulwer-Lytton                                              | Sir Edward Bulwer-Lytton (1803–1873)                                   | 5 juni 1858                   | 12 juni 1859      | Conservative Party     | Edward Smith-Stanley (1858–1859)     | Smith-Stanley II                    |                                              |
|                                                                   | Henry Pelham-Clinton                                              | Hertog van Newcastle Henry Pelham- Clinton (1811–1864)                 | 12 juni 1859                  | 6 april 1864      | Liberal Party          | Henry John Temple (1859–1865)        | Temple II                           |                                              |
|                                                                   | Edward Cardwell                                                   | Edward Cardwell (1813–1886)                                            | 6 april 1864                  | 28 juni 1866      | Liberal Party          | Henry John Temple (1859–1865)        | Temple II                           |                                              |
| John Russell (1865–1866)                                          | Edward Cardwell                                                   | Edward Cardwell (1813–1886)                                            | 6 april 1864                  | 28 juni 1866      | Liberal Party          | Russell II                           |                                     |                                              |
|                                                                   | Henry Herbert                                                     | Graaf van Carnarvon Henry Herbert (1831–1890)                          | 28 juni 1866                  | 8 maart 1867      | Conservative Party     | Edward Smith-Stanley (1866–1868)     | Smith-Stanley III                   |                                              |
|                                                                   | Richard Temple-Grenville                                          | Hertog van Buckingham en Chandos Richard Temple- Grenville (1823–1889) | 8 maart 1867                  | 3 december 1868   | Conservative Party     | Edward Smith-Stanley (1866–1868)     | Smith-Stanley III                   |                                              |
| Benjamin Disraeli (1868)                                          | Richard Temple-Grenville                                          | Hertog van Buckingham en Chandos Richard Temple- Grenville (1823–1889) | 8 maart 1867                  | 3 december 1868   | Conservative Party     | Disraeli I                           |                                     |                                              |
|                                                                   | Granville Leveson-Gower                                           | Graaf Granville Granville Leveson-Gower (1815–1891)                    | 3 december 1868               | 1 juli 1871       | Liberal Party          | William Ewart Gladstone (1868–1874)  | Gladstone I                         |                                              |
|                                                                   | John Wodehouse                                                    | Graaf van Kimberley John Wodehouse (1826–1902)                         | 1 juli 1871                   | 20 februari 1874  | Liberal Party          | William Ewart Gladstone (1868–1874)  | Gladstone I                         |                                              |
|                                                                   | Henry Herbert                                                     | Graaf van Carnarvon Henry Herbert (1831–1890)                          | 20 februari 1874              | 4 februari 1878   | Conservative Party     | Benjamin Disraeli (1874–1880)        | Disraeli II                         |                                              |
|                                                                   | Michael Hicks Beach                                               | Sir Michael Hicks Beach (1837–1916)                                    | 4 februari 1878               | 23 april 1880     | Conservative Party     | Benjamin Disraeli (1874–1880)        | Disraeli II                         |                                              |
|                                                                   | John Wodehouse                                                    | Graaf van Kimberley John Wodehouse (1826–1902)                         | 23 april 1880                 | 16 december 1882  | Liberal Party          | William Ewart Gladstone (1880–1885)  | Gladstone II                        | Kanselier van het Hertogdom Lancaster (1882) |
|                                                                   | Edward Stanley                                                    | Graaf van Derby Edward Stanley (1826–1893)                             | 16 december 1882              | 23 juni 1885      | Liberal Party          | William Ewart Gladstone (1880–1885)  | Gladstone II                        |                                              |
|                                                                   | Frederick Arthur Stanley                                          | Frederick Arthur Stanley (1841–1908)                                   | 23 juni 1885                  | 28 januari 1886   | Conservative Party     | Robert Gascoyne-Cecil (1885–1886)    | Gascoyne-Cecil I                    |                                              |
|                                                                   | Granville Leveson-Gower                                           | Graaf Granville Granville Leveson-Gower (1815–1891)                    | 28 januari 1886               | 20 juli 1886      | Liberal Party          | William Ewart Gladstone (1886)       | Gladstone III                       | Leader of the House of Lords                 |
|                                                                   | Edward Stanhope                                                   | Edward Stanhope (1840–1893)                                            | 20 juli 1886                  | 14 januari 1887   | Conservative Party     | Robert Gascoyne-Cecil (1886–1892)    | Gascoyne-Cecil II                   |                                              |
|                                                                   | Henry Holland                                                     | Sir Henry Holland (1825–1914)                                          | 14 januari 1887               | 15 augustus 1892  | Conservative Party     | Robert Gascoyne-Cecil (1886–1892)    | Gascoyne-Cecil II                   |                                              |
|                                                                   | George Robinson                                                   | Markies van Ripon George Robinson (1827–1909)                          | 15 augustus 1892              | 25 juni 1895      | Liberal Party          | William Ewart Gladstone (1892–1895)  | Gladstone IV                        |                                              |
| Archibald Primrose (1894–1895)                                    | George Robinson                                                   | Markies van Ripon George Robinson (1827–1909)                          | 15 augustus 1892              | 25 juni 1895      | Liberal Party          | Primrose                             |                                     |                                              |
|                                                                   | Joseph Chamberlain                                                | Joseph Chamberlain (1836–1914)                                         | 25 juni 1895                  | 16 september 1903 | Liberal Unionist Party | Robert Gascoyne-Cecil (1895–1902)    | Gascoyne-Cecil III                  |                                              |
| Gascoyne-Cecil IV                                                 | Joseph Chamberlain                                                | Joseph Chamberlain (1836–1914)                                         | 25 juni 1895                  | 16 september 1903 | Liberal Unionist Party | Robert Gascoyne-Cecil (1895–1902)    |                                     |                                              |
| Arthur Balfour (1902–1905)                                        | Joseph Chamberlain                                                | Joseph Chamberlain (1836–1914)                                         | 25 juni 1895                  | 16 september 1903 | Liberal Unionist Party | Balfour                              |                                     |                                              |
| Arthur Balfour (1902–1905)                                        |                                                                   | Alfred Lyttelton                                                       | Alfred Lyttelton (1857–1913)  | 16 september 1903 | 5 december 1905        | Balfour                              | Liberal Unionist Party              |                                              |
|                                                                   | Robert Crewe-Milnes                                               | Graaf van Crewe Robert Crewe-Milnes (1858–1945)                        | 8 april 1908                  | 3 november 1910   | Liberal Party          | Herbert Henry Asquith (1908–1916)    | Asquith I                           |                                              |
| Asquith II                                                        | Robert Crewe-Milnes                                               | Graaf van Crewe Robert Crewe-Milnes (1858–1945)                        | 8 april 1908                  | 3 november 1910   | Liberal Party          | Herbert Henry Asquith (1908–1916)    |                                     |                                              |
|                                                                   |                                                                   | Lewis Harcourt (1863–1920)                                             | 3 november 1910               | 25 mei 1915       | Liberal Party          | Herbert Henry Asquith (1908–1916)    |                                     |                                              |
| Asquith III                                                       |                                                                   | Lewis Harcourt (1863–1920)                                             | 3 november 1910               | 25 mei 1915       | Liberal Party          | Herbert Henry Asquith (1908–1916)    |                                     |                                              |
|                                                                   | Bonar Law                                                         | Bonar Law (1858–1923)                                                  | 25 mei 1915                   | 7 december 1916   | Conservative Party     | Herbert Henry Asquith (1908–1916)    | Asquith IV                          |                                              |
|                                                                   | Walter Long                                                       | Walter Long (1854–1924)                                                | 7 december 1916               | 14 januari 1919   | Conservative Party     | David Lloyd George (1919–1922)       | Lloyd George I                      |                                              |
| Lloyd George II                                                   | Walter Long                                                       | Walter Long (1854–1924)                                                | 7 december 1916               | 14 januari 1919   | Conservative Party     | David Lloyd George (1919–1922)       |                                     |                                              |
|                                                                   | Alfred Milner                                                     | Burggraaf Milner Alfred Milner (1865–1948)                             | 14 januari 1919               | 13 februari 1921  | Liberal Party          | David Lloyd George (1919–1922)       |                                     |                                              |
|                                                                   | Winston Churchill                                                 | Winston Churchill (1874–1965)                                          | 13 februari 1921              | 23 oktober 1922   | Liberal Party          | David Lloyd George (1919–1922)       |                                     |                                              |
|                                                                   | Victor Cavendish                                                  | Hertog van Devonshire Victor Cavendish (1868–1938)                     | 23 oktober 1922               | 22 januari 1924   | Conservative Party     | Bonar Law (1922–1923)                | Law                                 |                                              |
| Stanley Baldwin (1923–1924)                                       | Victor Cavendish                                                  | Hertog van Devonshire Victor Cavendish (1868–1938)                     | 23 oktober 1922               | 22 januari 1924   | Conservative Party     | Baldwin I                            |                                     |                                              |
|                                                                   | Jimmy Thomas                                                      | Jimmy Thomas (1874–1949)                                               | 22 januari 1924               | 3 november 1924   | Labour Party           | Ramsay MacDonald (1929–1935)         | MacDonald I                         |                                              |
|                                                                   | Leo Amery                                                         | Leo Amery (1873–1955)                                                  | 4 november 1924               | 5 juni 1929       | Conservative Party     | Stanley Baldwin (1924–1929)          | Baldwin II                          | Minister voor Dominion Zaken                 |
|                                                                   | Sidney Webb                                                       | Baron Passfield Sidney Webb (1859–1947)                                | 5 juni 1929                   | 26 augustus 1931  | Labour Party           | Ramsay MacDonald (1929–1935)         | MacDonald II                        | Minister voor Dominion Zaken                 |
|                                                                   | Jimmy Thomas                                                      | Jimmy Thomas (1874–1949)                                               | 26 augustus 1931              | 5 november 1931   | National Labour        | Ramsay MacDonald (1929–1935)         | MacDonald III (Nationaal Kabinet I) | Minister voor Dominion Zaken                 |
|                                                                   | Philip Cunliffe-Lister                                            | Graaf Swinton Philip Cunliffe-Lister (1884–1972)                       | 5 november 1931               | 7 juni 1935       | Conservative Party     | Ramsay MacDonald (1929–1935)         | MacDonald IV (Nationaal Kabinet II) |                                              |
|                                                                   | Malcolm MacDonald                                                 | Malcolm MacDonald (1901–1988)                                          | 7 juni 1935                   | 22 november 1935  | National Labour        | Stanley Baldwin (1935–1937)          | Baldwin III (Nationaal Kabinet III) |                                              |
|                                                                   | Jimmy Thomas                                                      | Jimmy Thomas (1874–1949)                                               | 22 november 1935              | 22 mei 1936       | National Labour        | Stanley Baldwin (1935–1937)          | Baldwin III (Nationaal Kabinet III) |                                              |
|                                                                   | William Ormsby-Gore                                               | William Ormsby-Gore (1885–1964)                                        | 22 mei 1936                   | 16 mei 1938       | Conservative Party     | Stanley Baldwin (1935–1937)          | Baldwin III (Nationaal Kabinet III) |                                              |
| Neville Chamberlain (1937–1940)                                   | William Ormsby-Gore                                               | William Ormsby-Gore (1885–1964)                                        | 22 mei 1936                   | 16 mei 1938       | Conservative Party     | Chamberlain I (Nationaal Kabinet IV) |                                     |                                              |
| Neville Chamberlain (1937–1940)                                   |                                                                   | Malcolm MacDonald                                                      | Malcolm MacDonald (1901–1988) | 16 mei 1938       | 10 mei 1940            | Chamberlain I (Nationaal Kabinet IV) | National Labour                     | Minister voor Dominion Zaken                 |
| Neville Chamberlain (1937–1940)                                   | Chamberlain II                                                    | Malcolm MacDonald                                                      | Malcolm MacDonald (1901–1988) | 16 mei 1938       | 10 mei 1940            |                                      | National Labour                     | Minister voor Dominion Zaken                 |
|                                                                   | George Lloyd                                                      | Baron Lloyd George Lloyd (1879–1941)                                   | 10 mei 1940                   | 4 februari 1941   | Conservative Party     | Winston Churchill (1940–1945)        | Churchill I                         | Leader of the House of Lords                 |
| Vacant                                                            |                                                                   |                                                                        |                               |                   |                        | Winston Churchill (1940–1945)        | Churchill I                         |                                              |
|                                                                   | Walter Guinness                                                   | Baron Moyne Walter Guinness (1880–1944)                                | 8 februari 1941               | 21 februari 1942  | Conservative Party     | Winston Churchill (1940–1945)        | Churchill I                         | Leader of the House of Lords                 |
|                                                                   | Robert Gascoyne-Cecil                                             | Markies van Salisbury Robert Gascoyne- Cecil (1893–1972)               | 21 februari 1942              | 22 november 1942  | Conservative Party     | Winston Churchill (1940–1945)        | Churchill I                         | Leader of the House of Lords                 |
|                                                                   | Oliver Stanley                                                    | Oliver Stanley (1896–1950)                                             | 22 november 1942              | 26 juli 1945      | Conservative Party     | Winston Churchill (1940–1945)        | Churchill I                         |                                              |
| Churchill II                                                      | Oliver Stanley                                                    | Oliver Stanley (1896–1950)                                             | 22 november 1942              | 26 juli 1945      | Conservative Party     | Winston Churchill (1940–1945)        |                                     |                                              |
|                                                                   | Hugh Dalton                                                       | George Hall (1881–1965)                                                | 26 juli 1945                  | 4 oktober 1946    | Labour Party           | Clement Attlee (1945–1951)           | Attlee I                            |                                              |
|                                                                   |                                                                   | Arthur Creech Jones (1891–1964)                                        | 4 oktober 1946                | 28 februari 1950  | Labour Party           | Clement Attlee (1945–1951)           | Attlee I                            |                                              |
|                                                                   |                                                                   | Jim Griffiths (1890–1975)                                              | 28 februari 1950              | 26 oktober 1951   | Labour Party           | Clement Attlee (1945–1951)           | Attlee II                           |                                              |
|                                                                   | Oliver Lyttelton                                                  | Oliver Lyttelton (1893–1952)                                           | 26 oktober 1951               | 28 juli 1954      | Conservative Party     | Winston Churchill (1951–1955)        | Churchill III                       |                                              |
|                                                                   | Alan Lennox-Boyd                                                  | Alan Lennox-Boyd (1904–1983)                                           | 28 juli 1954                  | 14 oktober 1959   | Conservative Party     | Winston Churchill (1951–1955)        | Churchill III                       |                                              |
| Anthony Eden (1955–1957)                                          | Alan Lennox-Boyd                                                  | Alan Lennox-Boyd (1904–1983)                                           | 28 juli 1954                  | 14 oktober 1959   | Conservative Party     | Eden                                 |                                     |                                              |
| Harold Macmillan (1957–1963)                                      | Alan Lennox-Boyd                                                  | Alan Lennox-Boyd (1904–1983)                                           | 28 juli 1954                  | 14 oktober 1959   | Conservative Party     | Macmillan I                          |                                     |                                              |
| Harold Macmillan (1957–1963)                                      |                                                                   | Iain Macleod                                                           | Iain Macleod (1913–1970)      | 14 oktober 1959   | 9 oktober 1961         | Conservative Party                   | Macmillan II                        |                                              |
| Harold Macmillan (1957–1963)                                      |                                                                   |                                                                        | Reginald Maudling (1917–1979) | 9 oktober 1961    | 13 juli 1962           | Conservative Party                   | Macmillan II                        |                                              |
| Harold Macmillan (1957–1963)                                      |                                                                   | Duncan Sandys                                                          | Duncan Sandys (1908–1987)     | 13 juli 1962      | 16 oktober 1964        | Conservative Party                   | Macmillan II                        | Minister voor Gemenebest Zaken               |
| Alec Douglas-Home (1963–1964)                                     | Douglas-Home                                                      | Duncan Sandys                                                          | Duncan Sandys (1908–1987)     | 13 juli 1962      | 16 oktober 1964        | Conservative Party                   |                                     | Minister voor Gemenebest Zaken               |
|                                                                   | Tony Greenwood                                                    | Tony Greenwood (1911–1982)                                             | 16 oktober 1964               | 23 december 1965  | Labour Party           | Harold Wilson (1964–1970)            | Wilson I                            |                                              |
|                                                                   | Frank Pakenhan                                                    | Graaf van Longford Frank Pakenham (1905–2001)                          | 23 december 1965              | 6 april 1966      | Labour Party           | Harold Wilson (1964–1970)            | Wilson I                            | Leader of the House of Lords                 |
|                                                                   |                                                                   | Frederick Lee (1906–1984)                                              | 6 april 1966                  | 1 augustus 1966   | Labour Party           | Harold Wilson (1964–1970)            | Wilson II                           |                                              |
| Functie opgeheven                                                 |                                                                   |                                                                        |                               |                   |                        |                                      |                                     |                                              |

## Ministers voor Dominion en Gemenebest Zaken van het Verenigd Koninkrijk (1924–1966)
| Minister voor Dominion Zaken Secretary of State for Dominion Affairs         | Minister voor Dominion Zaken Secretary of State for Dominion Affairs         | Minister voor Dominion Zaken Secretary of State for Dominion Affairs         | Ambtstermijn                  | Ambtstermijn                                       | Partij             | Premier                             | Kabinet                                                                                  | Overige functie(s)                   |
| ---------------------------------------------------------------------------- | ---------------------------------------------------------------------------- | ---------------------------------------------------------------------------- | ----------------------------- | -------------------------------------------------- | ------------------ | ----------------------------------- | ---------------------------------------------------------------------------------------- | ------------------------------------ |
|                                                                              | Leo Amery                                                                    | Leo Amery (1873–1955)                                                        | 4 november 1924               | 5 juni 1929                                        | Conservative Party | Stanley Baldwin (1924–1929)         | Baldwin II                                                                               | Minister voor Koloniale Zaken        |
|                                                                              | Sidney Webb                                                                  | Baron Passfield Sidney Webb (1859–1947)                                      | 5 juni 1929                   | 26 augustus 1931                                   | Labour Party       | Ramsay MacDonald (1929–1935)        | MacDonald II                                                                             | Minister voor Koloniale Zaken        |
|                                                                              | Jimmy Thomas                                                                 | Jimmy Thomas (1874–1949)                                                     | 26 augustus 1931              | 22 november 1935                                   | National Labour    | Ramsay MacDonald (1929–1935)        | MacDonald III (Nationaal Kabinet I)                                                      | Minister voor Koloniale Zaken (1931) |
| MacDonald IV (Nationaal Kabinet II)                                          | Jimmy Thomas                                                                 | Jimmy Thomas (1874–1949)                                                     | 26 augustus 1931              | 22 november 1935                                   | National Labour    | Ramsay MacDonald (1929–1935)        |                                                                                          |                                      |
| Stanley Baldwin (1935–1937)                                                  | Jimmy Thomas                                                                 | Jimmy Thomas (1874–1949)                                                     | 26 augustus 1931              | 22 november 1935                                   | National Labour    | Baldwin III (Nationaal Kabinet III) |                                                                                          |                                      |
| Stanley Baldwin (1935–1937)                                                  |                                                                              | Malcolm MacDonald                                                            | Malcolm MacDonald (1901–1988) | 22 november 1935                                   | 16 mei 1938        | Baldwin III (Nationaal Kabinet III) | National Labour                                                                          |                                      |
| Neville Chamberlain (1937–1940)                                              | Chamberlain I (Nationaal Kabinet IV)                                         | Malcolm MacDonald                                                            | Malcolm MacDonald (1901–1988) | 22 november 1935                                   | 16 mei 1938        |                                     | National Labour                                                                          |                                      |
| Neville Chamberlain (1937–1940)                                              | Chamberlain I (Nationaal Kabinet IV)                                         |                                                                              | Edward Stanley                | Baron Stanley van Derby Edward Stanley (1894–1938) | 16 mei 1938        | 18 oktober 1938                     | Conservative Party                                                                       |                                      |
| Neville Chamberlain (1937–1940)                                              | Chamberlain I (Nationaal Kabinet IV)                                         | Vacant                                                                       |                               |                                                    |                    |                                     |                                                                                          |                                      |
| Neville Chamberlain (1937–1940)                                              | Chamberlain I (Nationaal Kabinet IV)                                         |                                                                              | Malcolm MacDonald             | Malcolm MacDonald (1901–1988)                      | 31 oktober 1938    | 29 januari 1939                     | National Labour                                                                          | Minister voor Koloniale Zaken        |
| Neville Chamberlain (1937–1940)                                              | Chamberlain I (Nationaal Kabinet IV)                                         |                                                                              | Thomas Inskip                 | Sir Thomas Inskip (1876–1947)                      | 29 januari 1939    | 3 september 1939                    | Conservative Party                                                                       |                                      |
| Neville Chamberlain (1937–1940)                                              |                                                                              | Anthony Eden                                                                 | Anthony Eden (1897–1977)      | 3 september 1939                                   | 10 mei 1940        | Conservative Party                  | Chamberlain II                                                                           |                                      |
|                                                                              | Thomas Inskip                                                                | Burggraaf Caldecote Thomas Inskip (1876–1947)                                | 10 mei 1940                   | 4 oktober 1940                                     | Conservative Party | Winston Churchill (1940–1945)       | Churchill I                                                                              | Leader of the House of Lords         |
|                                                                              | Robert Gascoyne-Cecil                                                        | Markies van Salisbury Robert Gascoyne- Cecil (1893–1972)                     | 4 oktober 1940                | 19 februari 1942                                   | Conservative Party | Winston Churchill (1940–1945)       | Churchill I                                                                              | Leader of the House of Lords         |
|                                                                              | Clement Attlee                                                               | Clement Attlee (1883–1967)                                                   | 19 februari 1942              | 24 september 1943                                  | Labour Party       | Winston Churchill (1940–1945)       | Churchill I                                                                              | Vicepremier                          |
|                                                                              | Robert Gascoyne-Cecil                                                        | Markies van Salisbury Robert Gascoyne- Cecil (1893–1972)                     | 24 september 1943             | 26 juli 1945                                       | Conservative Party | Winston Churchill (1940–1945)       | Churchill I                                                                              | Leader of the House of Lords         |
| Churchill II                                                                 | Robert Gascoyne-Cecil                                                        | Markies van Salisbury Robert Gascoyne- Cecil (1893–1972)                     | 24 september 1943             | 26 juli 1945                                       | Conservative Party | Winston Churchill (1940–1945)       |                                                                                          | Leader of the House of Lords         |
|                                                                              | Christopher Addison                                                          | Burggraaf Addison Christopher Addison (1869–1951)                            | 26 juli 1945                  | 7 juli 1947                                        | Labour Party       | Clement Attlee (1945–1951)          | Attlee I                                                                                 | Leader of the House of Lords         |
| Minister voor Gemenebest Zaken Secretary of State for Commonwealth Relations | Minister voor Gemenebest Zaken Secretary of State for Commonwealth Relations | Minister voor Gemenebest Zaken Secretary of State for Commonwealth Relations | Ambtstermijn                  | Ambtstermijn                                       | Partij             | Premier                             | Kabinet                                                                                  | Overige functie(s)                   |
|                                                                              | Christopher Addison                                                          | Burggraaf Addison Christopher Addison (1869–1951)                            | 7 juli 1947                   | 7 oktober 1947                                     | Labour Party       | Clement Attlee (1945–1951)          | Attlee I                                                                                 | Leader of the House of Lords         |
|                                                                              | Philip Noel-Baker                                                            | Philip Noel-Baker (1889–1982)                                                | 7 oktober 1947                | 28 februari 1950                                   | Labour Party       | Clement Attlee (1945–1951)          | Attlee I                                                                                 |                                      |
|                                                                              |                                                                              | Patrick Gordon Walker (1907–1980)                                            | 28 februari 1950              | 26 oktober 1951                                    | Labour Party       | Clement Attlee (1945–1951)          | Attlee II                                                                                |                                      |
|                                                                              | Hastings Ismay                                                               | General Baron Ismay Hastings Ismay (1887–1965)                               | 26 oktober 1951               | 12 maart 1952                                      | Onafhankelijk      | Winston Churchill (1951–1955)       | Churchill III                                                                            |                                      |
|                                                                              | Robert Gascoyne-Cecil                                                        | Markies van Salisbury Robert Gascoyne- Cecil (1893–1972)                     | 12 maart 1952                 | 24 november 1952                                   | Conservative Party | Winston Churchill (1951–1955)       | Churchill III                                                                            | Leader of the House of Lords         |
|                                                                              | Philip Cunliffe-Lister                                                       | Graaf Swinton Philip Cunliffe-Lister (1884–1972)                             | 24 november 1952              | 5 april 1955                                       | Conservative Party | Winston Churchill (1951–1955)       | Churchill III                                                                            |                                      |
|                                                                              | Alec Douglas-Home                                                            | Graaf van Home Alec Douglas-Home (1903–1995)                                 | 5 april 1955                  | 27 juli 1960                                       | Conservative Party | Anthony Eden (1955–1957)            | Eden                                                                                     |                                      |
| Harold Macmillan (1957–1963)                                                 | Alec Douglas-Home                                                            | Graaf van Home Alec Douglas-Home (1903–1995)                                 | 5 april 1955                  | 27 juli 1960                                       | Conservative Party | Macmillan I                         | Lord President of the Council (1957, 1959–1960) Leader of the House of Lords (1957–1960) |                                      |
| Harold Macmillan (1957–1963)                                                 | Alec Douglas-Home                                                            | Graaf van Home Alec Douglas-Home (1903–1995)                                 | 5 april 1955                  | 27 juli 1960                                       | Conservative Party | Macmillan II                        | Lord President of the Council (1957, 1959–1960) Leader of the House of Lords (1957–1960) |                                      |
| Harold Macmillan (1957–1963)                                                 |                                                                              | Duncan Sandys                                                                | Duncan Sandys (1908–1987)     | 27 juli 1960                                       | 16 oktober 1964    | Conservative Party                  | Minister voor Koloniale Zaken (1962–1964)                                                |                                      |
| Alec Douglas-Home (1963–1964)                                                | Douglas-Home                                                                 | Duncan Sandys                                                                | Duncan Sandys (1908–1987)     | 27 juli 1960                                       | 16 oktober 1964    | Conservative Party                  | Minister voor Koloniale Zaken (1962–1964)                                                |                                      |
|                                                                              | Arthur Bottomley                                                             | Arthur Bottomley (1907–1995)                                                 | 16 oktober 1964               | 1 augustus 1966                                    | Labour Party       | Harold Wilson (1964–1970)           | Wilson I                                                                                 |                                      |
| Wilson II                                                                    | Arthur Bottomley                                                             | Arthur Bottomley (1907–1995)                                                 | 16 oktober 1964               | 1 augustus 1966                                    | Labour Party       | Harold Wilson (1964–1970)           |                                                                                          |                                      |
| Functie opgeheven                                                            |                                                                              |                                                                              |                               |                                                    |                    |                                     |                                                                                          |                                      |